# Ніколаєв Микола Олександрович
Микола Олександрович Ніколаєв (1910, Російська Федерація — покінчив життя самогубством серпень 1949, місто Ленінград, тепер Санкт-Петербург, Російська Федерація) — радянський партійний діяч, 2-й секретар Ленінградського міського комітету ВКП(б). Депутат Верховної Ради СРСР 2-го скликання (з квітня до серпня 1949).

## Біографія
Народився в родині залізничного машиніста. Закінчив середню школу та Ленінградський технологічний інститут.
З 1935 до 1941 року — змінний інженер-хімік, начальник цеху, головний інженер Охтенського хімічного комбінату Ленінградської області.
Член ВКП(б) з 1939 року.
У 1941—1944 роках — директор Охтенського хімічного комбінату Ленінградської області.
У 1944—1945 роках — в Калінінському районному комітеті ВКП(б) міста Ленінграда.
З лютого 1945 до 1948 року — 1-й секретар Ленінського районного комітету ВКП(б) міста Ленінграда; завідувач відділу машинобудування Ленінградського міського комітету ВКП(б).
У 1948 — 4 квітня 1949 року — секретар Ленінградського міського комітету ВКП(б).
4 квітня — серпень 1949 року — 2-й секретар Ленінградського міського комітету ВКП(б).
У серпні 1949 року покінчив життя самогубством у Ленінграді.

## Нагороди
- орден Леніна
- орден Трудового Червоного Прапора
- медаль «За оборону Ленінграда»
- медаль «За доблесну працю у Великій Вітчизняній війні 1941—1945 рр.»